# Салуквадзе, Нино Вахтанговна
Нино́ Вахта́нговна Салуква́дзе (груз. ნინო სალუქვაძე; род. 1 февраля 1969, Тбилиси) — советская и грузинская спортсменка — стрелок из пистолета. Олимпийская чемпионка 1988 года, многократная чемпионка мира и Европы. Заслуженный мастер спорта СССР (1988). Единственная женщина в истории, которая приняла участие в 10 Олимпийских играх и единственная в истории, кто выступил на 10 Олимпийских играх подряд.

## Биография
Замужем за бывшим регбистом, ныне председателем правления Союза регби Грузии Гочей Мачавариани, у них двое детей — дочь Нино и сын Цотнэ Мачавариани.
На Олимпийских играх 1988 года в Сеуле 19-летняя Салуквадзе в составе сборной СССР стала олимпийской чемпионкой в стрельбе из спортивного пистолета на 25 м и серебряным призёром в стрельбе из пневматического пистолета на 10 м. Участница Олимпийских игр 1992 года в составе Объединённой команды (5-е место в стрельбе из спортивного пистолета). Начиная с 1993 года выступает за сборную Грузии.
На Олимпийских играх 1996 года в Атланте Салуквадзе стала 5-й в стрельбе из пневматического пистолета и 7-й в стрельбе из спортивного.
На летней Олимпиаде 2004 года в Афинах выступала, но медалей не завоевала. Призёр Олимпийских игр 2008 года в Пекине — бронзовая медаль в стрельбе из пневматического пистолета. На церемонии награждения Салуквадзе и занявшая второе место россиянка Наталья Падерина обнялись и пожали друг другу руки. Этот поступок на фоне протекавшего в то время конфликта в Южной Осетии был расценен президентом МОК Жаком Рогге как проявление спортивного духа и единства.
Является вице-президентом Федерации стрелковых видов спорта Грузии и Национального олимпийского комитета Грузии.
На Играх 2016 года в Рио-де-Жанейро 47-летняя Нино Салуквадзе выступила вместе с 19-летним сыном — они стали первой в истории парой мать и сын, которые выступили на одних Олимпийских играх. По словам спортменки, «совместная Олимпиада с сыном была мечтой их тренера Вахтанга Салуквадзе». Заслуженный тренер Грузии, мастер спорта СССР международного класса Вахтанг Салуквадзе — отец Нино и дед Цотнэ.
В 2019 году в Минске Нино Салуквадзе и Цотнэ Мачавариани стали бронзовыми призёрами Европейских игр в смешанной дисциплине (стрельба на 50 метров из малокалиберного пистолета).
По итогам 4-го этапа Кубка мира 2019 года получила лицензию в стрельбе из пневматического пистолета на 10 метров для участия в Олимпийских играх 2020 года, которые стали 9-ми подряд в карьере Салуквадзе. В стрельбе из пневматического пистолета с 10 метров заняла в квалификации 31-е место среди 53 участниц. После выступления Салуквадзе заявила, что Игры 2020 года станут для неё последними в карьере.
Став первой женщиной, которая выступила на девяти Олимпиадах подряд, грузинская спортсменка сообщила, что намерена завершить спортивную карьеру по состоянию здоровья, в частности из-за проблем со зрением.
Тем не менее Салуквадзе продолжила соревноваться на международном уровне. Летом 2023 года заняла 4-е место в стрельбе из пистолета с 25 метров на Европейских играх в польском Вроцлаве и завоевала для Грузии олимпийскую лицензию для участия в Играх 2024 года.
27 июля 2024 года вышла на старт на Олимпийских играх в Париже в стрельбе из пневматического пистолета с 10 метров и стала первой женщиной в истории, кто выступил на 10 Олимпийских играх, а также первой, кто выступил на 10 Играх подряд.

## Салуквадзе на летних Олимпийских играх
Зелёным выделено участие в финалах
|                       | 1988       | 1992                 | 1996       | 2000   | 2004       | 2008        | 2012   | 2016     | 2020   | 2024   |
| --------------------- | ---------- | -------------------- | ---------- | ------ | ---------- | ----------- | ------ | -------- | ------ | ------ |
| НОК                   | СССР       | Объединённая команда | Грузия     | Грузия | Грузия     | Грузия      | Грузия | Грузия   | Грузия | Грузия |
| Пистолет, 25 м        | · 591+99   | 5 583+93             | 7 586+91,6 | 11 579 | 8 580+98,3 | 16 580      | 15 581 | 6 584+14 | 25 578 | 40 563 |
| Пневм. пистолет, 10 м | · 390+97,9 | 10 380               | 5 385+99,0 | 25 376 | 10 382     | · 386+101,4 | 33 376 | 34 377   | 31 567 | 38 562 |

## Награды
- Президентский орден «Сияние»